# Omsukčan
Omsukčan (rusky Омсукчан) je sídlo městského typu, správní centrum stejnojmenného okresu v Magadanské oblasti na ruském Dálném východě. Žije zde 3 326 obyvatel (2024).

## Etymologie
Název obce pochází z evenčtiny a dá se přeložit jako malá bažina.

## Geografie
Omsukčan leží uprostřed severních výběžků Kolymského pohoří, které se v této oblasti zvedá až do výše 1500 m. Obec se nachází asi 420 km vzdušnou čarou severovýchodně od oblastního centra, od Magadanu. Omsukčan se rozkládá na levém břehu řeky Omčikčan, která se přibližně 15 km severovýchodně od obce vlévá do řeky Sugoj, pravostranného přítoku Kolymy.

## Historie
Historie Omsukčanu sahá do roku 1937, kdy byla v okolí objevena ložiska uhlí, a následně v roce 1939 ložiska cínu. Samotná osada byla založena v roce 1940 a její název vychází z pojmenování místní řeky Omčikčan. 
V roce 1941 zahájily těžbu první dva doly v oblasti: Industrialnyj v horách severozápadně od osady a Galimy asi 20 km od Omsukčanu. V roce 1945 byla osada spojena 120 km dlouhou silnicí s Ochotským mořem a v roce 1954 byl Omsukčan napojen na Kolymskou silnici, která spojuje Magadan s Jakutskem.
Od roku 1951 do roku 1956 fungoval v Omsukčanu tzv. OmsukčanLag, což byla pracovní táborová sekce Dalstroje v systému Gulag, kde bylo internováno až 8 200 vězňů, kteří byli využívání na práce v dolech a na stavbě silnici. Roku 1953 byl Omsukčanu přiznán status sídla městského typu, a v roce 1954 se stal správním centrem stejnojmenného okresu, který vznikl vyčleněním ze severoevenského okresu.
Od konce 50. let se začaly vyčerpávat místní zásoby cínové rudy. S novými objevy v 60. letech došlo ještě k prodloužení těžby, ale poslední cínové doly byly uzavřeny koncem 80. let. Následně oblast zažila nový rozmach v důsledku objevení rozsáhlých ložisek stříbra kolem roku 1980, a později i zlata, což vedlo k dalšímu rozvoji těžebního průmyslu v Omsukčanu a jeho okolí. I po rozpadu Sovětského svazu má Omsukčan rozvinutou základní infrastrukturu a díky těžbě drahých kovů si zachovává jistou ekonomickou důležitost, přestože je poměrně izolovaným sídlem.
Po rozpadu SSSR si Omsukčan prošel výrazným demografickým poklesem, kdy v roce 1989 žilo v obci 9 873 obyvatel a v roce 2024 již jen 3 326, přičemž vylidňování stále pokračuje.

## Podnebí
Omsukčan se nachází v oblasti s drsným subarktickým klimatem, který je typický dlouhou, mrazivou zimou a krátkým, chladným létem. Průměrná roční teplota vzduchu činí -10,5 °C, což podtrhuje náročné klimatické podmínky této oblasti. Relativní vlhkost vzduchu dosahuje průměrné hodnoty 75,8 %, což zvyšuje pocit chladu zejména v zimních měsících. Průměrná rychlost větru se pohybuje kolem 3,2 m/s.

## Ekonomika a doprava
Ekonomika Omsukčanu je založena především na těžbě stříbra a zlata, přičemž hlavní ložiska se nacházejí přibližně 20 km severozápadně, v oblasti osady Dukat. V Omsukčanu je továrna na zpracování rud, která podporuje místní těžební průmysl. Kromě toho se zde těží uhlí, které slouží pro místní energetické potřeby. V oblasti se dále provozuje chov skotu k zajištění místních potravinových zdrojů a původní domorodé obyvatelstvo se věnuje chovu sobů.
Několik kilometrů jihozápadně od Omsukčanu se nachází letiště s kódem ICAO UHMF, které zajišťuje lety do Magadanu společností IrAir (IrAero). Město je silnicí 44N-3 napojeno na přibližně 300 km vzdálenou dálkovou silnici R504 Kolyma, po níž existuje vzácné, avšak pravidelné autobusové spojení přes horské průsmyky, na trase dlouhé necelých 600 km. Místní silnice vede rovněž do Dukatu. Dříve byla oblast také propojena silnicí přes hlavní hřeben Kolymského pohoří až k Ochotskému moři, avšak od 70. let minulého století se tato silnice systematicky neudržuje, a po uzavření obcí Galimy a Merenga v posledních letech již v severní části není vůbec využívána.